# Gonatidae
Gonatidaelà một họ mực kích cỡ vừa. Họ này có chứa khoảng 19 loài trong ba chi, phân bố rộng rãi và phong phú ở vùng biển bắc lạnh của Thái Bình Dương. Ít nhất một loài được biết đến từ Nam Cực nước, và hai từ Bắc Đại Tây Dương.

## Loài
- Chi Berryteuthis
  - Berryteuthis anonychus, minimal armhook squid
  - Berryteuthis magister
    - Berryteuthis magister magister, magister armhook squid
    - Berryteuthis magister nipponensis
    - Berryteuthis magister shevtsovi
- Chi Eogonatus
  - Eogonatus tinro
- ChiGonatopsis
  - Phân chi Boreoteuthis
    - Gonatopsis borealis, boreopacific armhook squid

  - Phân chi Gonatopsis
    - Gonatopsis japonica
    - Gonatopsis makko, Makko armhook squid
    - Gonatopsis octopedatus
    - Gonatopsis okutanii *
- Chi Gonatus
  - Gonatus antarcticus
  - Gonatus berryi, Berry armhook squid
  - Gonatus californiensis, California armhook squid
  - Gonatus fabricii, boreoatlantic armhook squid
  - Gonatus kamtschaticus
  - Gonatus madokai, Madokai armhook squid
  - Gonatus onyx, clawed armhook squid or black-eyed squid
  - Gonatus oregonensis, Oregon armhook squid
  - Gonatus pyros, fiery armhook squid
  - Gonatus steenstrupi, Atlantic armhook squid
  - Gonatus ursabrunae, brown bear armhook squid